# Publicains (cathares)
Pour les articles homonymes, voir Publicains.
Les publicains ou populicans ou popelicani sont un groupe de chrétiens dualistes de la mouvance cathare, décrit comme hérétique, qui serait apparu en Champagne et en Bourgogne dans la seconde moitié du XIIIe siècle, sans que leur historicité soit fermement établie.

## Éléments d'histoire
Le nom puise probablement ses origines chez les « pauliciens » - transformé en « publicam » par allusion aux publicains des Évangiles -  un mouvement hétérodoxe chrétien apparu au VIIe siècle en Arménie qui influence les bogomiles et, à travers ceux-ci, les mouvements de type cathares qui, partis des Balkans, se propagent de la vallée du Rhin aux Flandres puis à travers l'est de la France jusqu'au nord de l'Italie.
D'après les écrits polémiques des chanoines de Liège - dont les fondements  historiques sont discutées - ces courants dissidents de l'orthodoxie chrétienne occidentale seraient apparus vers 1145 à Mont-Aimé, formant de petits groupes que l'on retrouve en Champagne, à Arras, et puis en Bourgogne, à Vézelay ou encore à La Charité-sur-Loire.
En tout état de cause, le terme sert - avec ses dérivés comme populicani, « les chiens du peuple » - à désigner, en France, de façon malveillante ces groupes de chrétiens dualistes radicaux.